# Quyền bầu cử

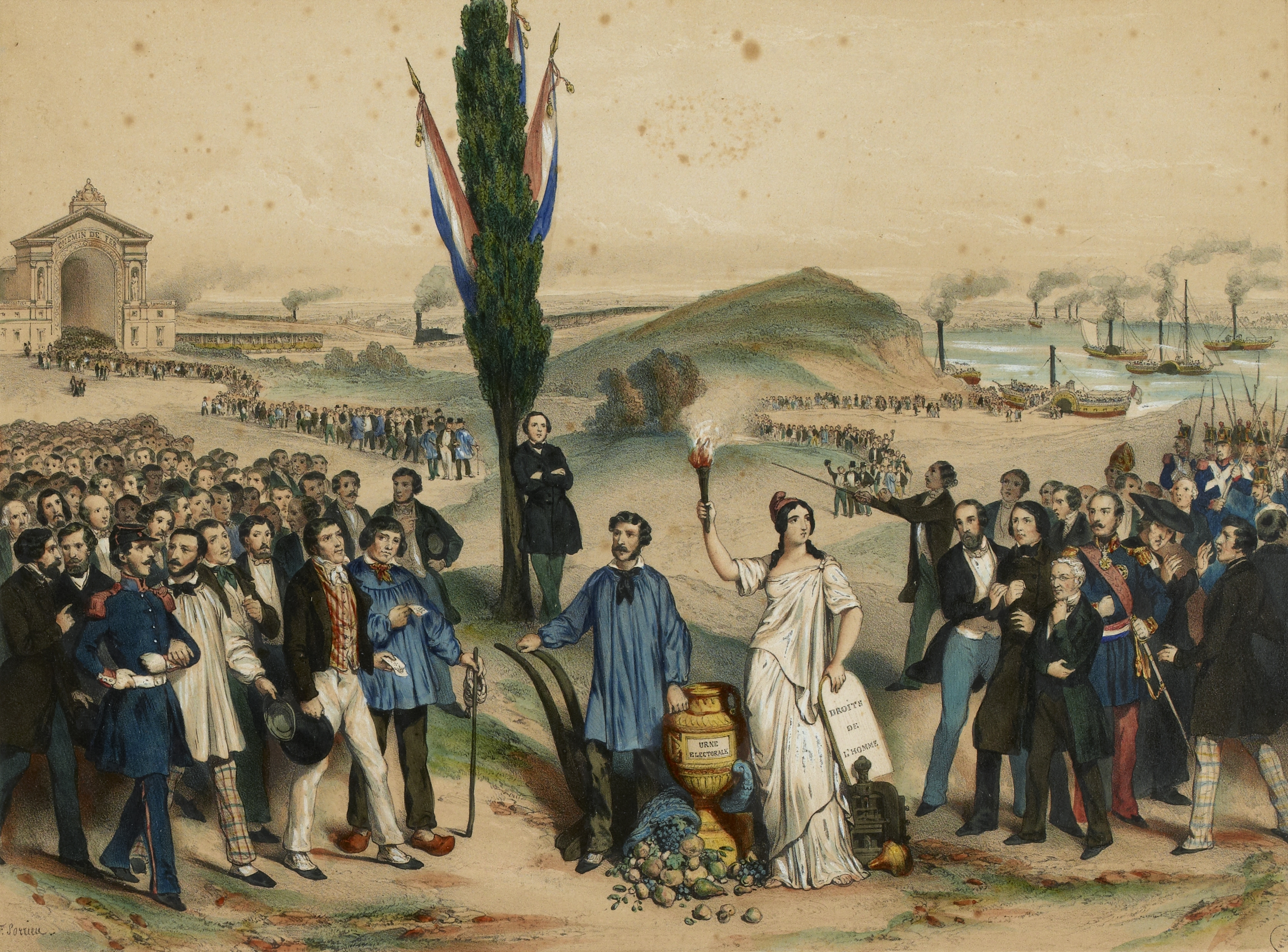
Quyền đầu phiếu thế giới dành cho Ledru-Rollin, Frédéric Sorrieu, 1850.

Quyền bầu cử hay còn gọi là Quyền đầu phiếu (quyền bỏ phiếu) và quyền tố tụng tuyển cử là quyền được có hành vi bỏ phiếu và tuyển cử trong một cuộc bầu cử có hiệu quả. Ở nhiều nước, quyền đầu phiếu là quyền lợi chính trị và được lý giải trên hiến pháp. Điều đó có nghĩa là, quyền lợi (năng động) đầu phiếu được cho phép với tất cả mọi người (trừ các trường hợp ngoại lệ và đặc thù). Tuy nhiên, quyền tuyển cử có thể bị chế độ chính trị kiểm duyệt khiến cho cử tri thụ động hoặc bị chế độ chính trị không phổ biến.
Trong một thời gian dài, những người nữ tính và các nhóm xã hội khác phải đấu tranh cho quyền đầu phiếu. Thật sự, vào trước năm 1965, người Mỹ Quốc gốc Phi bị cấm chỉ bỏ phiếu, nhưng vì Đạo luật về giới hạn quyền lực năm 1969, kỳ thị chủng tộc đã bị hạn chế và trong Hiến pháp Hợp chúng quốc quyền bầu cử cho các phái nhân chủng thiểu số đã được kiến lập.

## Tham chiếu
1. ↑  https://www.justice.gov/crt/history-federal-voting-rights-laws